# Alcácer-Ceguer
Alcácer-Ceguer ou Alcácer Ceguer (em árabe: القصر الصغير; romaniz.: al-Qsar as-Seghir, "castelo pequeno"), cujo nome oficial em grafia latina é Ksar es-Seghir ou Ksar Sghir, é uma vila costeira do norte de Marrocos, que faz parte da província de Fahs-Anjra e da região de Tânger-Tetuão. Em 2004 tinha 10 995 habitantes.
Situa-se na costa acidentada do estreito de Gibraltar, entre Tânger (30 km a sudoeste por estrada) e Ceuta (30 km a leste por estrada), na região histórica de Jebala, na margem direita da foz do rio Ceguer.
Os espanhóis chamavam-na Alcazarseguir ou, mais arcaicamente, Castillejo. O seu nome "pequeno alcácer" contrasta com o de Alcácer-Quibir (Ksar El Kebir; "grande alcácer"), situada 130 km a sul (por estrada), no interior. O nome antigo, conforme reportado pelo historiador do século XIII Abdelwahid al-Marrakushi, era Ksar Masmuda (Castelo dos Masmudas).
A vila antiga tem forma circular, o que é pouco usual no urbanismo medieval em Marrocos. Era construída em tijolo e silhar e cercada por uma muralha que é flanqueada por torres de alvenaria semicirculares. A muralha tem três portas monumentais, cada uma delas flanqueada por torres quadradas. A Bab al-Bahr (Porta do mar) tem a entrada em cotovelo para reforçar a defesa. As portas eram usada tanto para comunicações como para cobrar taxas.

## História
Localizada no estreito de Gibraltar, entre Tânger e Ceuta, esta povoação foi dominada por vários povos. Os fenícios já usam a zona nas sua rotas comerciais mas os romanos foram os primeiros a ocupar a localidade desde o primeiro século e durante o Império Romano, como evidenciado pelos restos de uma fábrica de salga. Para os romanos era conhecida como Lissa ou Exilissa. Durante o Império Bizantino o lugar era conhecido como Exilyssa, sendo uma das localidades mais extremas deste império. A localidade foi conquistada pelos árabes por volta de 708 durante a ocupação muçulmana do Magrebe.
Dificilmente acessível por mar, era dominada pela elevação de Seinal. Durante o Califado Almóada, foi um importante porto de embarque de tropas para a Península Ibérica. Entretanto, no século XV (no fim do Império Merínida) convertera-se num reduto de corsários.

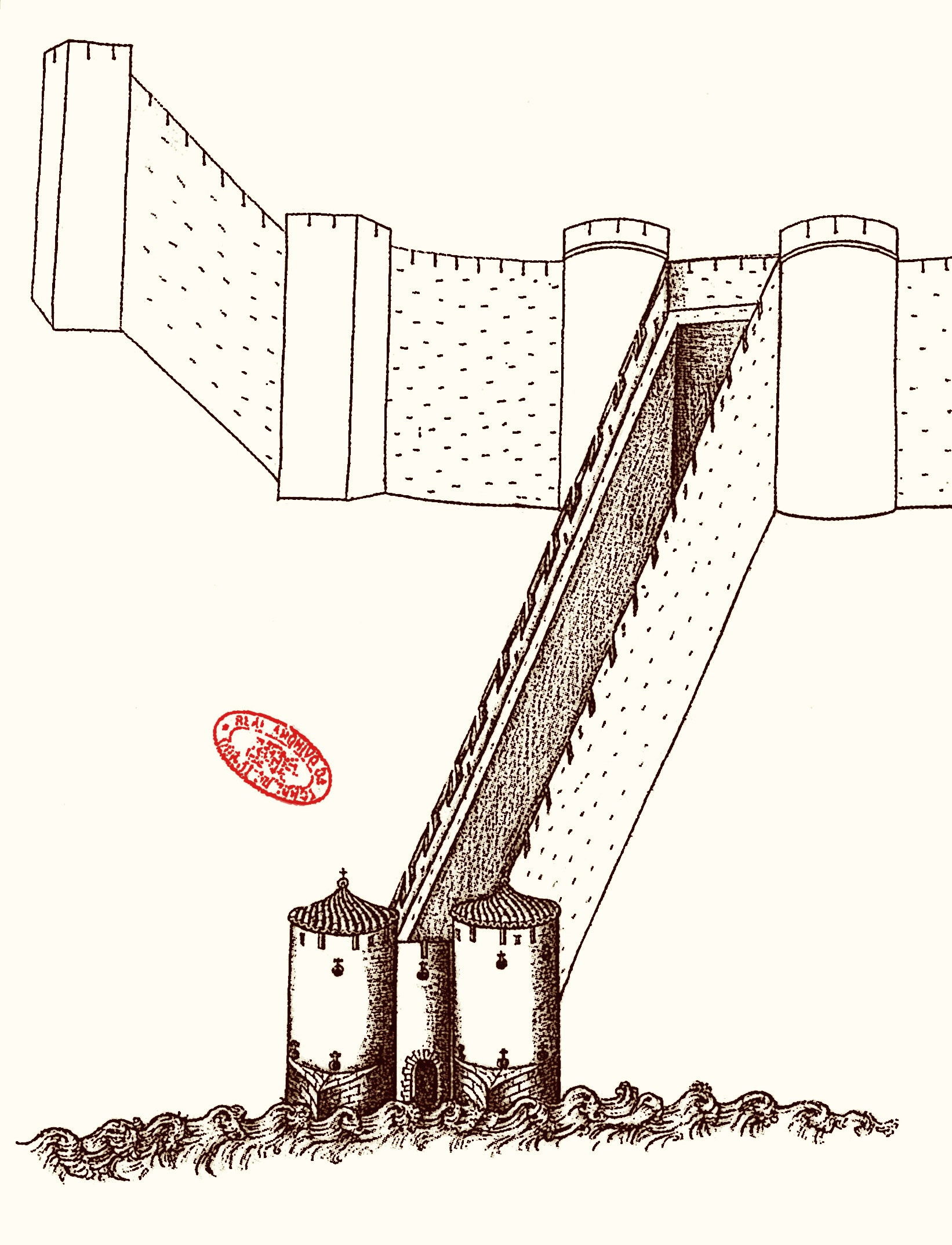
Projeto de couraça (muralha que protegia o acesso à água) para a praça-forte de Alcácer-Ceguer (Diogo Boitaca (?), 1502).

Como parte da política de expansão ultramarina portuguesa, foi assaltada e conquistada por uma frota de com 220 embarcações, transportando um exército de 25 mil homens sob o comando de D. Afonso V, "O Africano", após dois dias de combate (23 e 24 de Outubro de 1458).
Na empresa participaram ainda o infante D. Henrique (no comando da Armada do Algarve), o infante D. Fernando, o marquês de Valença (no comando da Armada do Porto) e o marquês de Vila Viçosa. Os ventos desviaram a nau do rei para as águas de Tânger cuja conquista foi cogitada pelo soberano, mas graças à influência do infante D. Henrique, que havia participado no desastre de Tânger em 1437, manteve-se a decisão de atacar Alcácer-Ceguer. A conquista foi possível devido à superioridade da artilharia portuguesa, e à estratégia do rei de Fez, Abdalaque II – que em 1437 havia capturado o Infante Santo –, informado da presença da frota portuguesa nas àguas de Tanger, enquanto preparava um ataque a Tremecém, decidiu deslocar as suas forças para defesa de Tanger.
De imediato foram iniciados trabalhos de recuperação e reforço das defesas. A mesquita da cidade foi transformada em igreja sob a invocação de Santa Maria da Misericórdia, outorgada à Ordem de Cristo por iniciativa do infante D. Henrique.
A retaliação islâmica não se fez esperar. D. Afonso V ainda se encontrava em Ceuta, quando foi informado de que as forças de Abd al-Hakk se preparavam para retomar Alcácer-Ceguer. Afonso V de imediato decidiu acorrer em defesa da praça ameaçada, sendo dissuadido por seus conselheiros. Deliberou-se então desafiar o rei de Fez para uma batalha campal, à maneira da Idade Média, tendo os emissários portugueses sido recebidos a tiros e forçados a retroceder.
A esquadra portuguesa aportou ao largo de Alcácer-Ceguer mas os seus esforços foram em vão, uma vez que os sitiantes não se amedrontaram, não tendo sido possível fazer chegar qualquer tipo de ajuda aos sitiados. Estes, sob o comando de D.Duarte de Menezes – filho do primeiro capitão de Ceuta, D. Pedro de Meneses –, resistiram por 53 dias, infligindo tantas perdas ao inimigo, que este acabou por retirar, a 2 de Janeiro de 1459.
Seis meses mais tarde, a 2 de Julho de 1459, Abd al-Hakk voltou a cercar a cidade. Durante este cerco, D. Duarte de Meneses mandou vir do reino a esposa e os filhos que, com alguma dificuldade, conseguiram furar o cerco e ingressar na praça. Esta atitude do capitão deu novo ânimo à guarnição sitiada que não cedeu as defesas, vindo o assédio a ser levantado em 24 de Agosto de 1459. Como recompensa pelas defesas de Alcácer-Seguer, o soberano elevou D. Duarte de Meneses a conde de Viana (Abril de 1460).
A população da praça chegou a atingir as 800 pessoas, mas estava totalmente dependente do Reino para a sua manutenção. A presença Portuguesa em Arzila e em Tânger, ocupadas em 1471, diminuiu a sua importância estratégica.
Para reforço da sua defesa D. Manuel I (1495-1521), em Junho de 1502, passou ao Mestre de Pedraria Pêro Vaz, seis "in-fólios" com Instruções acerca das obras de Alcácer-Ceguer. Estas descrevem minuciosamente como levantar a couraça (muralha que protegia o acesso à água), e ilustram-na com um dos raros desenhos remanescentes da praça, da autoria do Arquiteto régio responsável pela obra, possivelmente o próprio Diogo Boitaca, que, após um novo projeto em 1509, vistoriou-a pessoalmente em 1514. Neste projeto também foi prevista a construção de um novo baluarte, com dois níveis de canhoneiras, erguido por Francisco Danzilho.
A partir de 1533, D. João III cogitou em abandoná-la, como Azamor e Safim. A evacuação tinha a oposição da Santa Sé.

## Seinal
Em 29 ou 31 de Janeiro de 1549 Maomé Axeique, o "Xerife" toma Fez, e reunifica Marrocos.  Diz-se que seu primeiro objetivo é tomar Alcácer Ceguer. Por isso D. João III "mandou que em Alcácer, no monte do Seinal, sobranceiro à vila, se fizesse um forte, porque quem fosse senhor dele dominaria a vila e o porto : foi dirigir esta obra o capitão de Ceuta, D. Afonso de Noronha.
Em 25 de Julho de 1549, o capitão de Tânger, Pedro de Meneses, tinha-se encontrado com D. Pedro Mascarenhas, que tinha sido enviado pelo rei  para fortificar a cidade e ver o Seinal em construção, e vêr as resoluções que se devia tomar. Chegaram os dois ao Seinal em 7 de Agosto, onde foram recebidos por D. Afonso de Noronha. E juntos  com D. Bernardino de Mendonça, foram em galés visitar alguns portos para edificação duma fortaleza : o de Santa Cruz, e o do Pé da Rocha, onde desembarcaram para subir ao "forte do Seinal & reconhecendo-o por dentro & por fora, & as baterias que poderia ter, (...) etc. concordarão todos que em qualquer parte que se fizesse era obra assaz custosa, & de mais perigo que proveito, por muitas razões de que huma de muita força era que se não podia fazer fundamento de outra agua para serviço da fortaleza senão da que se recolhese da chuva em cisternas, ou da que se pudesse ter em pipas. Por isso o projeto foi abandonado, e Alcácer foi evacuada pouco depois.
A partir de então tornou-se um pequeno burgo insignificante.
No século XX, escavações empreendidas pelos arqueólogos estadunidenses Charles Redman e James Boone entre 1974 e 1978, trouxeram à luz o como a povoação portuguesa se impôs à islâmica. São referidos os exemplos do "hamame" (os banhos islâmicos) transformado em prisão, da mesquita transformada em igreja, e da alcáçova, que fechou a antiga Porta do Mar ("Bab al Bahar"), usada como paço para o capitão, e que teve que ser adaptada ao uso da artilharia. Após a conquista portuguesa, a filosofia defensiva alterou-se, passando a ligação com o mar a ser o fator mais importante, ditando a construção da couraça, que ainda hoje se distingue na paisagem. Vieram ainda à luz os elementos de um completo sistema defensivo, com fosso, baluartes curvos e portas duplamente fortificadas.

## Lista de Capitães Portugueses da Praça
- 23 de outubro de 1458 - 1464 - Duarte de Meneses, Conde de Viana
- 1464 - 1480 - Henrique de Meneses
- 1480 - 1488 - Rodrigo (ou Rui) Vaz Pereira
- 1488 - 1501 - Martim de Sousa e Távora
- 1501 - 1512 (?) - Rodrigo de Sousa
- 1516 - 151? - Rui Dias de Sousa, o Cid[6]
- 15?? - 15?? - Martinho de Sousa e Távora (c.1450 - ?)
- 1521 (?) - 1523 (?) - Pedro de Sousa Chichorro, conde do Prado
- c. 1530 - 1531 - Francisco de Carvalho
- 1531 - 1545 - Pedro Álvares de Carvalho
- 1545 - 1549 - Álvaro de Carvalho
- 15?? - 1550 - Bernardim de Carvalho
- 1550 (?) - Rui Dias de Sousa

## Património edificado
Em termos de património edificado, a cidade conserva diversos vestígios da ocupação portuguesa. Além de restos das fortificações, inclusive a couraça e o chamado "Portão do Mar", conservam-se restos do casario interior e de igrejas.